# Grup Segre
El Grup Segre és un grup de comunicació de les Terres de Ponent. Edita el diari Segre i produeix l'emissora Segre Ràdio i el canal Lleida TV. El grup és la matriu de les empreses: Diari Segre, Prensa Leridana, Bondialleida, Lerigraf, Gestió Publicitat Segre, Ràdio Terraferma de Lleida, Comunicacions Pla i Lleida-Pirineus Media Holding.
Pertany al grup Segre l'emissora lleidatana de ràdio en català Segre Ràdio, que va iniciar les seues emissions l'11 de setembre de 1994. Durant els anys 1994 i 2010 era una emissora generalista enfocada a la informació de les comarques de Lleida, l'actualitat dels seus equips esportius i les expressions musicals i culturals que emetia des de la ciutat de Lleida a la freqüència 93.4 de la FM. El juny de 2010 s'anuncià que la Cadena SER absorbiria Segre Ràdio, amb la qual cosa a partir de l'1 de juliol la freqüència 93.4 va ser ocupada per l'emissora del Grup PRISA. Malgrat això, Segre Ràdio va continuar les seves emissions per Internet, tot i que amb una programació musical.